# Lev Nowakowski
Leon Nowakowski (28. června 1913, Bytom – 31. října 1939, Piotrków Kujawski) byl polský římskokatolický kněz. Katolická církev jej uctívá jako blahoslaveného mučedníka.

## Život
Narodil se 28. června 1913 ve vesnici Bytoń jako syn Władysława a Anny roz. Lichmańské.
Po střední škole nastoupil do Vyššího teologického semináře ve Włocławku. Dne 20. června 1937 přijal z rukou biskupa Karola Radońského kněžské svěcení. Následně byl poslán studovat na Katolickou univerzitu v Lublinu a po roce na Papežskou univerzitu Gregoriana v Římě.
Po vypuknutí Druhé světové války se ujal funkce farního kněze v Bytońu, jelikož byl předchozí kněz zatčen. Dne 24. října 1939 byl během růžencové bohoslužby zatčen gestapem a převezen do města Piotrków Kujawski. V noci z 31. října na 1. listopadu byly všichni zatčení kněží nacisty vyvedeni a zastřeleni v parku Tabaczyńských. Jejich těla byly pohřbeny v hromadném hrobě za městem.

## Proces svatořečení
Dne 26. ledna 1992 byla započata diecézní fáze jeho procesu blahořečení. Dne 26. března 1999 uznal papež Jan Pavel II. jeho mučednictví. Blahořečen byl 13. června 1999 ve skupině 108 polských mučedníků.
Jeho svátek je připomínán 31. října.

## Odkazy

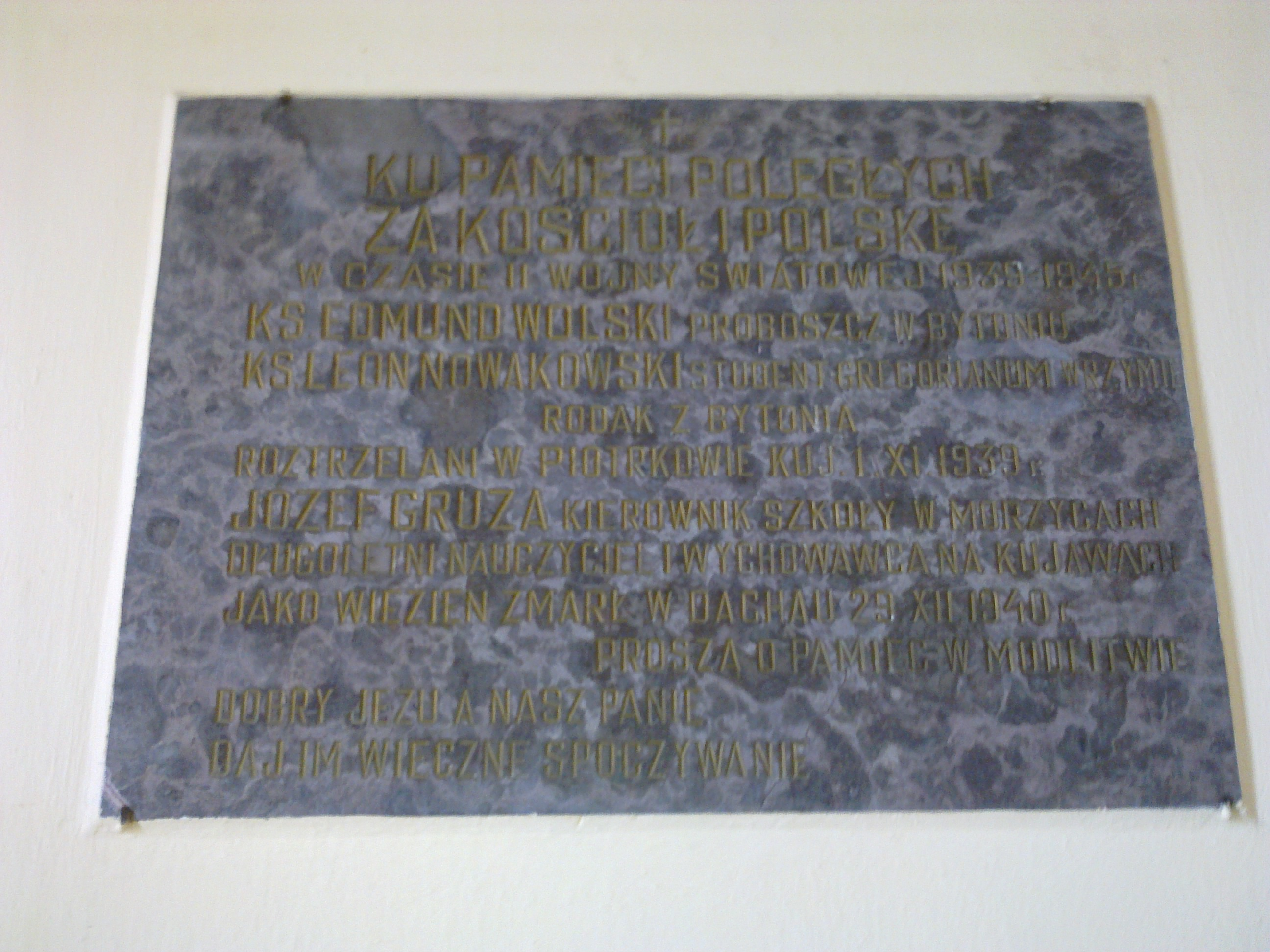
Pamětní deska blahoslaveného Lva Nowakowského v polské Bytomi